# Josef Tauchner
Josef Tauchner (ur. 10 lutego 1929 w St. Peter, zm. 17 lipca 1983 w Wiedniu) – austriacki sztangista, brązowy medalista mistrzostw świata i wielokrotny medalista mistrzostw Europy.

## Kariera
Pierwszy sukces w karierze osiągnął w 1951 roku, kiedy podczas mistrzostw Europy w Mediolanie zdobył srebrny medal w wadze lekkiej. W zawodach tych uległ jedynie Włochowi Ermanno Pignattiemu. Trzy lata później zdobył brązowy medal na mistrzostwach świata w Wiedniu, plasując się za Dmitrijem Iwanowem z ZSRR i Egipcjaninem Sa’idem Chalifą Dżudą. W tym samym roku zajął też drugie miejsce na mistrzostwach Europy w Wiedniu. Srebrny medal wywalczył również podczas mistrzostw Europy w Helsinkach w 1956 roku, a na mistrzostwach Europy w Monachium w 1955 roku i mistrzostwach Europy w Sztokholmie trzy lata później był trzeci.
W 1952 roku wystartował na igrzyskach olimpijskich w Helsinkach, gdzie zajął siedemnaste miejsce z wynikiem 307,5 kg. Był tam dziesiąty w podrzucie, osiemnasty w rwaniu i dziewiętnasty w wyciskaniu. Na rozgrywanych cztery lata później igrzyskach w Melbourne był dziesiąty, uzyskując 347,5 kg. W podrzucie był dziesiąty, szósty w rwaniu i dwunasty w wyciskaniu. Startował także na igrzyskach olimpijskich w Rzymie w 1960 roku, gdzie z wynikiem 340,0 kg zajął szesnaste miejsce. Tym razem był trzynasty w podrzucie, siedemnasty w rwaniu i dwudziesty pierwszy w wyciskaniu.